# ركوب الدراجات في الألعاب الأولمبية الصيفية 2020 - سباق الطريق فردي رجال
ركوب الدراجات في الألعاب الأولمبية الصيفية 2020 - سباق الطريق فردي رجال هو سباق دراجات هوائية، وهو الموسم رقم 21 من السباق، وأقيم في 24 يوليو 2021، وامتدّ لمسافة 234 كيلومتر، وهو أحد سباقات ركوب الدراجات في الألعاب الأولمبية الصيفية 2020 ‏، وهو من نوع حدث رياضي أولمبي، وحدث رياضي، وشارك فيه 126 متسابقاً.
فاز فيه بالمركز الأول ريتشارد كاراباز، وبالمركز الثاني فاوت فان آرت، وبالمركز الثالث تادي بوجار.

## الفرق
| فرق وطنية (57)- فريق اليابان لركوب الدراجات للرجال 2021‏ - فريق بلجيكا لركوب الدراجات للرجال 2021 ‏ - فريق إيطاليا لركوب الدراجات للرجال 2021 ‏ - فريق هولندا لركوب الدراجات للرجال 2021 ‏ - فريق فرنسا لركوب الدراجات للرجال 2021 ‏ - فريق كولومبيا لركوب الدراجات للرجال 2021‏ - فريق إسبانيا لركوب الدراجات للرجال 2021 ‏ - فريق سلوفينيا لركوب الدراجات للرجال 2021‏ - فريق ألمانيا لركوب الدراجات للرجال 2021‏ - فريق أستراليا لركوب الدراجات للرجال 2021‏ - فريق الدنمارك لركوب الدراجات للرجال 2021 ‏ - فريق المملكة المتحدة لركوب الدراجات للرجال 2021 ‏ - فريق النرويج لركوب الدراجات للرجال 2021 ‏ - فريق سويسرا لركوب الدراجات 2021 ‏ - فريق النمسا لركوب الدراجات للرجال 2021‏ - فريق بولندا لركوب الدراجات 2021 ‏ - فريق جمهورية أيرلندا لركوب الدراجات للرجال 2021‏ - فريق اللجنة الأولمبية الروسية لسباق الدراجات على الطريق للرجال ‏ - فريق جنوب أفريقيا لركوب الدراجات للرجال 2021‏ - فريق كازاخستان لركوب الدراجات للرجال ‏ - فريق كندا لركوب الدراجات للرجال 2021‏ - فريق التشيك لركوب الدراجات للرجال 2021‏ - فريق الإكوادور لسباق الدراجات على الطريق للرجال 2021‏ - فريق البرتغال لركوب الدراجات للرجال 2021 ‏ - فريق سلوفاكيا لركوب الدراجات 2021‏ - فريق إرتريا لركوب الدراجات 2021 ‏ - فريق الولايات المتحدة لسباق الدراجات على الطريق للرجال 2021 ‏ - فريق نيوزيلندا لركوب الدراجات 2021‏ - فريق إستونيا لركوب الدراجات للرجال 2021‏ - فريق الجزائر لركوب الدراجات للرجال 2021 ‏ - فريق لوكسمبورغ لركوب الدراجات‏ - منتخب لاتفيا لركوب الدراجات للرجال 2021‏ - فريق تركيا لركوب الدراجات للرجال‏ - فريق روسيا البيضاء لركوب الدراجات للرجال 2021‏ - فريق أوكرانيا لسباق الدراجات على الطريق للرجال 2021‏ - فريق كوستاريكا لركوب الدراجات للرجال 2021‏ - فريق اليونان لركوب الدراجات للرجال 2021‏ - فريق رومانيا لركوب الدراجات للرجال 2021‏ - منتخب إيران الوطني لسباق الدراجات على الطريق للرجال‏ - فريق المجر لركوب الدراجات للرجال 2021‏ - فريق فنزويلا لركوب الدراجات للرجال 2021‏ - فريق المغرب لركوب الدراجات 2021 ‏ - منتخب أذربيجان الوطني لسباق الدراجات على الطريق للرجال 2021‏ - فريق ليتوانيا لركوب الدراجات للرجال 2021‏ - فريق رواندا لركوب الدراجات للرجال 2021‏ - فريق المكسيك لركوب الدراجات للرجال 2021‏ - منتخب غواتيمالا الوطني لسباق الدراجات على الطريق للرجال 2021‏ - فريق الأرجنتين لركوب الدراجات للرجال 2021‏ - منتخب الصين الوطني لسباق الدراجات على الطريق للرجال 2021‏ - فريق ناميبيا لسباق الدراجات على الطريق للرجال 2021‏ - فريق بوركينا فاسو لركوب الدراجات‏ - فريق تايوان لركوب الدراجات للرجال‏ - فريق أوزبكستان لركوب الدراجات للرجال 2021‏ - منتخب بيرو الوطني لسباق الدراجات على الطريق للرجال 2021‏ - منتخب بنما الوطني لسباق الدراجات على الطريق للرجال‏ - منتخب هونغ كونغ لركوب الدراجات للرجال 2021‏ - منتخب كرواتيا الوطني لسباق الدراجات على الطريق للرجال 2021‏ |  |
| |  |

## المشاركون
| فريق بلجيكا لركوب الدراجات للرجال 2021 ‏ BEL | فريق بلجيكا لركوب الدراجات للرجال 2021 ‏ BEL | فريق بلجيكا لركوب الدراجات للرجال 2021 ‏ BEL |
| ------------------------------------------- | ------------------------------------------- | ------------------------------------------- |
| م                                           | عداء                                        | مرتبة                                       |
| 1                                           | جريج فان أفرمت                              | لم يكمل السباق                              |
| 2                                           | تيسج بنوت                                   | 58                                          |
| 3                                           | رمكو أفينبول                                | 49                                          |
| 4                                           | فاوت فان آرت                                | 2                                           |
| 5                                           | Mauri Vansevenant ‏                          | 77                                          |

| فريق سلوفينيا لركوب الدراجات للرجال 2021‏ SLO | فريق سلوفينيا لركوب الدراجات للرجال 2021‏ SLO | فريق سلوفينيا لركوب الدراجات للرجال 2021‏ SLO |
| -------------------------------------------- | -------------------------------------------- | -------------------------------------------- |
| م                                            | عداء                                         | مرتبة                                        |
| 6                                            | تادي بوجار                                   | 3                                            |
| 7                                            | جان بولانك                                   | 43                                           |
| 8                                            | بريمو روغيليتش                               | 28                                           |
| 9                                            | جان تراتنيك                                  | 67                                           |

| فريق فرنسا لركوب الدراجات للرجال 2021 ‏ FRA | فريق فرنسا لركوب الدراجات للرجال 2021 ‏ FRA | فريق فرنسا لركوب الدراجات للرجال 2021 ‏ FRA |
| ------------------------------------------ | ------------------------------------------ | ------------------------------------------ |
| م                                          | عداء                                       | مرتبة                                      |
| 10                                         | ريمي كافانيا                               | لم يكمل السباق                             |
| 11                                         | بينوا كوسنيفروي                            | 57                                         |
| 12                                         | كيني إليسوند                               | 38                                         |
| 13                                         | ديفيد جودو                                 | 7                                          |
| 14                                         | ويليام مارتن                               | 27                                         |

| فريق إسبانيا لركوب الدراجات للرجال 2021 ‏ ESP | فريق إسبانيا لركوب الدراجات للرجال 2021 ‏ ESP | فريق إسبانيا لركوب الدراجات للرجال 2021 ‏ ESP |
| -------------------------------------------- | -------------------------------------------- | -------------------------------------------- |
| م                                            | عداء                                         | مرتبة                                        |
| 15                                           | عمر فريل                                     | لم يكمل السباق                               |
| 16                                           | خيسوس هييرادة                                | 62                                           |
| 17                                           | جوركا إيزاجير                                | 23                                           |
| 18                                           | جون ازقيراي                                  | 79                                           |
| 19                                           | أليخاندرو بالبيردي                           | 42                                           |

| فريق المملكة المتحدة لركوب الدراجات للرجال 2021 ‏ GBR | فريق المملكة المتحدة لركوب الدراجات للرجال 2021 ‏ GBR | فريق المملكة المتحدة لركوب الدراجات للرجال 2021 ‏ GBR |
| ---------------------------------------------------- | ---------------------------------------------------- | ---------------------------------------------------- |
| م                                                    | عداء                                                 | مرتبة                                                |
| 20                                                   | تاو غايغن هارت                                       | لم يكمل السباق                                       |
| 21                                                   | جيرانت توماس                                         | لم يكمل السباق                                       |
| 22                                                   | سيمون ييتس                                           | 17                                                   |
| 23                                                   | آدم ييتس                                             | 9                                                    |

| فريق إيطاليا لركوب الدراجات للرجال 2021 ‏ ITA | فريق إيطاليا لركوب الدراجات للرجال 2021 ‏ ITA | فريق إيطاليا لركوب الدراجات للرجال 2021 ‏ ITA |
| -------------------------------------------- | -------------------------------------------- | -------------------------------------------- |
| م                                            | عداء                                         | مرتبة                                        |
| 24                                           | ألبرتو بيتول                                 | 14                                           |
| 25                                           | داميانو كاروسو                               | 24                                           |
| 26                                           | جوليو سيكوني                                 | 60                                           |
| 27                                           | جياني موسكون                                 | 20                                           |
| 28                                           | فينتشينزو نيبالي                             | 53                                           |

| فريق هولندا لركوب الدراجات للرجال 2021 ‏ NED | فريق هولندا لركوب الدراجات للرجال 2021 ‏ NED | فريق هولندا لركوب الدراجات للرجال 2021 ‏ NED |
| ------------------------------------------- | ------------------------------------------- | ------------------------------------------- |
| م                                           | عداء                                        | مرتبة                                       |
| 29                                          | توم دومولين                                 | 44                                          |
| 30                                          | Yoeri Havik ‏                                | لم يكمل السباق                              |
| 31                                          | ويلكو كيليرمان                              | 51                                          |
| 32                                          | باوك موليما                                 | 4                                           |
| 33                                          | ديلان فان بارلي                             | 15                                          |

| فريق كولومبيا لركوب الدراجات للرجال 2021‏ COL | فريق كولومبيا لركوب الدراجات للرجال 2021‏ COL | فريق كولومبيا لركوب الدراجات للرجال 2021‏ COL |
| -------------------------------------------- | -------------------------------------------- | -------------------------------------------- |
| م                                            | عداء                                         | مرتبة                                        |
| 34                                           | استيبان تشافيس                               | 45                                           |
| 35                                           | سيرجيو هيغويتا                               | 81                                           |
| 37                                           | نيرو كوينتانا                                | 69                                           |
| 38                                           | ريغوبيرتو أوران                              | 8                                            |

| فريق أستراليا لركوب الدراجات للرجال 2021‏ AUS | فريق أستراليا لركوب الدراجات للرجال 2021‏ AUS | فريق أستراليا لركوب الدراجات للرجال 2021‏ AUS |
| -------------------------------------------- | -------------------------------------------- | -------------------------------------------- |
| م                                            | عداء                                         | مرتبة                                        |
| 40                                           | Luke Durbridge ‏                              | 72                                           |
| 41                                           | لوكاس هاميلتون                               | 71                                           |
| 42                                           | ريتشي بورت                                   | 48                                           |

| فريق الدنمارك لركوب الدراجات للرجال 2021 ‏ DEN | فريق الدنمارك لركوب الدراجات للرجال 2021 ‏ DEN | فريق الدنمارك لركوب الدراجات للرجال 2021 ‏ DEN |
| --------------------------------------------- | --------------------------------------------- | --------------------------------------------- |
| م                                             | عداء                                          | مرتبة                                         |
| 43                                            | كاسبر أصغرين                                  | لم يكمل السباق                                |
| 44                                            | جاكوب فوجلسانج                                | 12                                            |
| 45                                            | مايكل فالغرين                                 | 78                                            |
| 46                                            | كريستوفر جول جينسين                           | لم يكمل السباق                                |

| فريق ألمانيا لركوب الدراجات للرجال 2021‏ GER | فريق ألمانيا لركوب الدراجات للرجال 2021‏ GER | فريق ألمانيا لركوب الدراجات للرجال 2021‏ GER |
| ------------------------------------------- | ------------------------------------------- | ------------------------------------------- |
| م                                           | عداء                                        | مرتبة                                       |
| 47                                          | نيكياس أرندت                                | 54                                          |
| 48                                          | إيمانويل بوخمان                             | 29                                          |
| 49                                          | سيمون جيشكي                                 | لم يبدأ                                     |
| 50                                          | ماكسيميليان شاخمان                          | 10                                          |

| فريق سويسرا لركوب الدراجات 2021 ‏ SUI | فريق سويسرا لركوب الدراجات 2021 ‏ SUI | فريق سويسرا لركوب الدراجات 2021 ‏ SUI |
| ------------------------------------ | ------------------------------------ | ------------------------------------ |
| م                                    | عداء                                 | مرتبة                                |
| 51                                   | مارك هيرشي                           | 25                                   |
| 52                                   | ستيفان كونغ                          | 40                                   |
| 53                                   | Gino Mäder ‏                          | 74                                   |
| 54                                   | مايكل شير                            | 31                                   |

| فريق البرتغال لركوب الدراجات للرجال 2021 ‏ POR | فريق البرتغال لركوب الدراجات للرجال 2021 ‏ POR | فريق البرتغال لركوب الدراجات للرجال 2021 ‏ POR |
| --------------------------------------------- | --------------------------------------------- | --------------------------------------------- |
| م                                             | عداء                                          | مرتبة                                         |
| 55                                            | جواو ألميدا                                   | 13                                            |
| 56                                            | نيلسون أوليفيرا                               | 41                                            |

| فريق جمهورية أيرلندا لركوب الدراجات للرجال 2021‏ IRL | فريق جمهورية أيرلندا لركوب الدراجات للرجال 2021‏ IRL | فريق جمهورية أيرلندا لركوب الدراجات للرجال 2021‏ IRL |
| --------------------------------------------------- | --------------------------------------------------- | --------------------------------------------------- |
| م                                                   | عداء                                                | مرتبة                                               |
| 57                                                  | إدوارد دنبر                                         | 76                                                  |
| 58                                                  | دان مارتن                                           | 16                                                  |
| 59                                                  | نيكولاس روش                                         | 75                                                  |

| فريق الإكوادور لسباق الدراجات على الطريق للرجال 2021‏ ECU | فريق الإكوادور لسباق الدراجات على الطريق للرجال 2021‏ ECU | فريق الإكوادور لسباق الدراجات على الطريق للرجال 2021‏ ECU |
| -------------------------------------------------------- | -------------------------------------------------------- | -------------------------------------------------------- |
| م                                                        | عداء                                                     | مرتبة                                                    |
| 60                                                       | ريتشارد كاراباز                                          | 1                                                        |
| 61                                                       | جوناتان نارفيز                                           | 47                                                       |

| فريق اللجنة الأولمبية الروسية لسباق الدراجات على الطريق للرجال ‏ ROC | فريق اللجنة الأولمبية الروسية لسباق الدراجات على الطريق للرجال ‏ ROC | فريق اللجنة الأولمبية الروسية لسباق الدراجات على الطريق للرجال ‏ ROC |
| ------------------------------------------------------------------- | ------------------------------------------------------------------- | ------------------------------------------------------------------- |
| م                                                                   | عداء                                                                | مرتبة                                                               |
| 62                                                                  | بافل سيفاكوف                                                        | 32                                                                  |
| 63                                                                  | ألكساندر فلاسوف                                                     | 59                                                                  |
| 64                                                                  | النر زكرين                                                          | لم يكمل السباق                                                      |

| فريق النرويج لركوب الدراجات للرجال 2021 ‏ NOR | فريق النرويج لركوب الدراجات للرجال 2021 ‏ NOR | فريق النرويج لركوب الدراجات للرجال 2021 ‏ NOR |
| -------------------------------------------- | -------------------------------------------- | -------------------------------------------- |
| م                                            | عداء                                         | مرتبة                                        |
| 65                                           | توبياس فوس                                   | 61                                           |
| 66                                           | ماركوس هويلجارد                              | 34                                           |
| 67                                           | توبياس هالاند يوهانسن                        | 82                                           |
| 68                                           | Andreas Leknessund ‏                          | 83                                           |

| فريق بولندا لركوب الدراجات 2021 ‏ POL | فريق بولندا لركوب الدراجات 2021 ‏ POL | فريق بولندا لركوب الدراجات 2021 ‏ POL |
| ------------------------------------ | ------------------------------------ | ------------------------------------ |
| م                                    | عداء                                 | مرتبة                                |
| 69                                   | ماسيج بودنار                         | لم يكمل السباق                       |
| 70                                   | ميكال كوياتكووسكي                    | 11                                   |
| 71                                   | رافال مايكا                          | 19                                   |

| فريق نيوزيلندا لركوب الدراجات 2021‏ NZL | فريق نيوزيلندا لركوب الدراجات 2021‏ NZL | فريق نيوزيلندا لركوب الدراجات 2021‏ NZL |
| -------------------------------------- | -------------------------------------- | -------------------------------------- |
| م                                      | عداء                                   | مرتبة                                  |
| 72                                     | جورج بينيت                             | 26                                     |
| 73                                     | باتريك بيفن                            | لم يكمل السباق                         |

| فريق جنوب أفريقيا لركوب الدراجات للرجال 2021‏ RSA | فريق جنوب أفريقيا لركوب الدراجات للرجال 2021‏ RSA | فريق جنوب أفريقيا لركوب الدراجات للرجال 2021‏ RSA |
| ------------------------------------------------ | ------------------------------------------------ | ------------------------------------------------ |
| م                                                | عداء                                             | مرتبة                                            |
| 74                                               | Stefan de Bod ‏                                   | 52                                               |
| 75                                               | نيكولاس دلامينى                                  | لم يكمل السباق                                   |
| 76                                               | ريان جيبونز                                      | لم يكمل السباق                                   |

| فريق كندا لركوب الدراجات للرجال 2021‏ CAN | فريق كندا لركوب الدراجات للرجال 2021‏ CAN | فريق كندا لركوب الدراجات للرجال 2021‏ CAN |
| ---------------------------------------- | ---------------------------------------- | ---------------------------------------- |
| م                                        | عداء                                     | مرتبة                                    |
| 77                                       | ويليام بويفن                             | 65                                       |
| 78                                       | هوغو هول                                 | 85                                       |
| 79                                       | مايكل وودز                               | 5                                        |

| فريق التشيك لركوب الدراجات للرجال 2021‏ CZE | فريق التشيك لركوب الدراجات للرجال 2021‏ CZE | فريق التشيك لركوب الدراجات للرجال 2021‏ CZE |
| ------------------------------------------ | ------------------------------------------ | ------------------------------------------ |
| م                                          | عداء                                       | مرتبة                                      |
| 80                                         | زدينيك ستيبار                              | لم يكمل السباق                             |
| 81                                         | ميكال شليغل                                | لم يبدأ                                    |
| 82                                         | Michael Kukrle ‏                            | 36                                         |

| فريق النمسا لركوب الدراجات للرجال 2021‏ AUT | فريق النمسا لركوب الدراجات للرجال 2021‏ AUT | فريق النمسا لركوب الدراجات للرجال 2021‏ AUT |
| ------------------------------------------ | ------------------------------------------ | ------------------------------------------ |
| م                                          | عداء                                       | مرتبة                                      |
| 83                                         | باتريك كونراد                              | 18                                         |
| 84                                         | غريغور مولبرغر                             | 70                                         |
| 85                                         | هيرمان بيرنشتاينر                          | 30                                         |

| فريق الولايات المتحدة لسباق الدراجات على الطريق للرجال 2021 ‏ USA | فريق الولايات المتحدة لسباق الدراجات على الطريق للرجال 2021 ‏ USA | فريق الولايات المتحدة لسباق الدراجات على الطريق للرجال 2021 ‏ USA |
| ---------------------------------------------------------------- | ---------------------------------------------------------------- | ---------------------------------------------------------------- |
| م                                                                | عداء                                                             | مرتبة                                                            |
| 86                                                               | لوسون كرادوك                                                     | 80                                                               |
| 87                                                               | براندون ماكنولتي                                                 | 6                                                                |

| فريق سلوفاكيا لركوب الدراجات 2021‏ SVK | فريق سلوفاكيا لركوب الدراجات 2021‏ SVK | فريق سلوفاكيا لركوب الدراجات 2021‏ SVK |
| ------------------------------------- | ------------------------------------- | ------------------------------------- |
| م                                     | عداء                                  | مرتبة                                 |
| 88                                    | جوراج ساغان                           | لم يكمل السباق                        |
| 89                                    | Lukáš Kubiš ‏                          | لم يكمل السباق                        |

| فريق كازاخستان لركوب الدراجات للرجال ‏ KAZ | فريق كازاخستان لركوب الدراجات للرجال ‏ KAZ | فريق كازاخستان لركوب الدراجات للرجال ‏ KAZ |
| ----------------------------------------- | ----------------------------------------- | ----------------------------------------- |
| م                                         | عداء                                      | مرتبة                                     |
| 90                                        | ديمتري غروزديف                            | لم يكمل السباق                            |
| 91                                        | أليكسي لوتزينكو                           | 21                                        |
| 92                                        | Vadim Pronskiy ‏                           | لم يكمل السباق                            |

| فريق أوكرانيا لسباق الدراجات على الطريق للرجال 2021‏ UKR | فريق أوكرانيا لسباق الدراجات على الطريق للرجال 2021‏ UKR | فريق أوكرانيا لسباق الدراجات على الطريق للرجال 2021‏ UKR |
| ------------------------------------------------------- | ------------------------------------------------------- | ------------------------------------------------------- |
| م                                                       | عداء                                                    | مرتبة                                                   |
| 93                                                      | Anatolii Budiak ‏                                        | 56                                                      |

| فريق إستونيا لركوب الدراجات للرجال 2021‏ EST | فريق إستونيا لركوب الدراجات للرجال 2021‏ EST | فريق إستونيا لركوب الدراجات للرجال 2021‏ EST |
| ------------------------------------------- | ------------------------------------------- | ------------------------------------------- |
| م                                           | عداء                                        | مرتبة                                       |
| 94                                          | تانيل كانجيرت                               | 46                                          |
| 95                                          | Peeter Pruus ‏                               | لم يكمل السباق                              |

| فريق إرتريا لركوب الدراجات 2021 ‏ ERI | فريق إرتريا لركوب الدراجات 2021 ‏ ERI | فريق إرتريا لركوب الدراجات 2021 ‏ ERI |
| ------------------------------------ | ------------------------------------ | ------------------------------------ |
| م                                    | عداء                                 | مرتبة                                |
| 96                                   | Amanuel Ghebreigzabhier ‏             | 50                                   |
| 97                                   | مرحاوي قدس                           | 55                                   |

| منتخب لاتفيا لركوب الدراجات للرجال 2021‏ LAT | منتخب لاتفيا لركوب الدراجات للرجال 2021‏ LAT | منتخب لاتفيا لركوب الدراجات للرجال 2021‏ LAT |
| ------------------------------------------- | ------------------------------------------- | ------------------------------------------- |
| م                                           | عداء                                        | مرتبة                                       |
| 98                                          | كريستس نيولاندز                             | 33                                          |
| 99                                          | توم سكوجين                                  | 22                                          |

| فريق لوكسمبورغ لركوب الدراجات‏ LUX | فريق لوكسمبورغ لركوب الدراجات‏ LUX | فريق لوكسمبورغ لركوب الدراجات‏ LUX |
| --------------------------------- | --------------------------------- | --------------------------------- |
| م                                 | عداء                              | مرتبة                             |
| 100                               | Kevin Geniets ‏                    | 37                                |
| 101                               | ميشيل رييس                        | 73                                |

| فريق روسيا البيضاء لركوب الدراجات للرجال 2021‏ BLR | فريق روسيا البيضاء لركوب الدراجات للرجال 2021‏ BLR | فريق روسيا البيضاء لركوب الدراجات للرجال 2021‏ BLR |
| ------------------------------------------------- | ------------------------------------------------- | ------------------------------------------------- |
| م                                                 | عداء                                              | مرتبة                                             |
| 102                                               | Aleksandr Riabushenko ‏                            | 66                                                |

| فريق الجزائر لركوب الدراجات للرجال 2021 ‏ ALG | فريق الجزائر لركوب الدراجات للرجال 2021 ‏ ALG | فريق الجزائر لركوب الدراجات للرجال 2021 ‏ ALG |
| -------------------------------------------- | -------------------------------------------- | -------------------------------------------- |
| م                                            | عداء                                         | مرتبة                                        |
| 103                                          | عز الدين اجاب                                | لم يكمل السباق                               |
| 104                                          | حمزة منصوري                                  | لم يكمل السباق                               |

| فريق رومانيا لركوب الدراجات للرجال 2021‏ ROU | فريق رومانيا لركوب الدراجات للرجال 2021‏ ROU | فريق رومانيا لركوب الدراجات للرجال 2021‏ ROU |
| ------------------------------------------- | ------------------------------------------- | ------------------------------------------- |
| م                                           | عداء                                        | مرتبة                                       |
| 105                                         | إدوارد مايكل جروسو                          | لم يكمل السباق                              |

| فريق ليتوانيا لركوب الدراجات للرجال 2021‏ LTU | فريق ليتوانيا لركوب الدراجات للرجال 2021‏ LTU | فريق ليتوانيا لركوب الدراجات للرجال 2021‏ LTU |
| -------------------------------------------- | -------------------------------------------- | -------------------------------------------- |
| م                                            | عداء                                         | مرتبة                                        |
| 106                                          | افالداس سيسكفهيوس                            | لم يكمل السباق                               |

| فريق المجر لركوب الدراجات للرجال 2021‏ HUN | فريق المجر لركوب الدراجات للرجال 2021‏ HUN | فريق المجر لركوب الدراجات للرجال 2021‏ HUN |
| ----------------------------------------- | ----------------------------------------- | ----------------------------------------- |
| م                                         | عداء                                      | مرتبة                                     |
| 107                                       | أتيلا فالتر                               | لم يكمل السباق                            |

| فريق اليونان لركوب الدراجات للرجال 2021‏ GRE | فريق اليونان لركوب الدراجات للرجال 2021‏ GRE | فريق اليونان لركوب الدراجات للرجال 2021‏ GRE |
| ------------------------------------------- | ------------------------------------------- | ------------------------------------------- |
| م                                           | عداء                                        | مرتبة                                       |
| 108                                         | Polychronis Tzortzakis ‏                     | 63                                          |

| منتخب بنما الوطني لسباق الدراجات على الطريق للرجال‏ PAN | منتخب بنما الوطني لسباق الدراجات على الطريق للرجال‏ PAN | منتخب بنما الوطني لسباق الدراجات على الطريق للرجال‏ PAN |
| ------------------------------------------------------ | ------------------------------------------------------ | ------------------------------------------------------ |
| م                                                      | عداء                                                   | مرتبة                                                  |
| 109                                                    | Christofer Jurado ‏                                     | لم يكمل السباق                                         |

| فريق المكسيك لركوب الدراجات للرجال 2021‏ MEX | فريق المكسيك لركوب الدراجات للرجال 2021‏ MEX | فريق المكسيك لركوب الدراجات للرجال 2021‏ MEX |
| ------------------------------------------- | ------------------------------------------- | ------------------------------------------- |
| م                                           | عداء                                        | مرتبة                                       |
| 110                                         | Eder Frayre ‏                                | 39                                          |

| فريق اليابان لركوب الدراجات للرجال 2021‏ JPN | فريق اليابان لركوب الدراجات للرجال 2021‏ JPN | فريق اليابان لركوب الدراجات للرجال 2021‏ JPN |
| ------------------------------------------- | ------------------------------------------- | ------------------------------------------- |
| م                                           | عداء                                        | مرتبة                                       |
| 111                                         | يوكيا أراشيرو                               | 35                                          |
| 112                                         | Nariyuki Masuda ‏                            | 84                                          |

| منتخب غواتيمالا الوطني لسباق الدراجات على الطريق للرجال 2021‏ GUA | منتخب غواتيمالا الوطني لسباق الدراجات على الطريق للرجال 2021‏ GUA | منتخب غواتيمالا الوطني لسباق الدراجات على الطريق للرجال 2021‏ GUA |
| ---------------------------------------------------------------- | ---------------------------------------------------------------- | ---------------------------------------------------------------- |
| م                                                                | عداء                                                             | مرتبة                                                            |
| 113                                                              | مانويل روداس                                                     | لم يكمل السباق                                                   |

| فريق رواندا لركوب الدراجات للرجال 2021‏ RWA | فريق رواندا لركوب الدراجات للرجال 2021‏ RWA | فريق رواندا لركوب الدراجات للرجال 2021‏ RWA |
| ------------------------------------------ | ------------------------------------------ | ------------------------------------------ |
| م                                          | عداء                                       | مرتبة                                      |
| 114                                        | Moise Mugisha ‏                             | لم يكمل السباق                             |

| فريق ناميبيا لسباق الدراجات على الطريق للرجال 2021‏ NAM | فريق ناميبيا لسباق الدراجات على الطريق للرجال 2021‏ NAM | فريق ناميبيا لسباق الدراجات على الطريق للرجال 2021‏ NAM |
| ------------------------------------------------------ | ------------------------------------------------------ | ------------------------------------------------------ |
| م                                                      | عداء                                                   | مرتبة                                                  |
| 115                                                    | تريستان دي لانج ‏                                       | لم يكمل السباق                                         |

| فريق فنزويلا لركوب الدراجات للرجال 2021‏ VEN | فريق فنزويلا لركوب الدراجات للرجال 2021‏ VEN | فريق فنزويلا لركوب الدراجات للرجال 2021‏ VEN |
| ------------------------------------------- | ------------------------------------------- | ------------------------------------------- |
| م                                           | عداء                                        | مرتبة                                       |
| 116                                         | Orluis Aular ‏                               | لم يكمل السباق                              |

| فريق تركيا لركوب الدراجات للرجال‏ TUR | فريق تركيا لركوب الدراجات للرجال‏ TUR | فريق تركيا لركوب الدراجات للرجال‏ TUR |
| ------------------------------------ | ------------------------------------ | ------------------------------------ |
| م                                    | عداء                                 | مرتبة                                |
| 117                                  | أونور بلقان                          | لم يكمل السباق                       |
| 118                                  | أحمد أوركين                          | لم يكمل السباق                       |

| منتخب كرواتيا الوطني لسباق الدراجات على الطريق للرجال 2021‏ CRO | منتخب كرواتيا الوطني لسباق الدراجات على الطريق للرجال 2021‏ CRO | منتخب كرواتيا الوطني لسباق الدراجات على الطريق للرجال 2021‏ CRO |
| -------------------------------------------------------------- | -------------------------------------------------------------- | -------------------------------------------------------------- |
| م                                                              | عداء                                                           | مرتبة                                                          |
| 119                                                            | Josip Rumac ‏                                                   | لم يكمل السباق                                                 |

| فريق بوركينا فاسو لركوب الدراجات‏ BUR | فريق بوركينا فاسو لركوب الدراجات‏ BUR | فريق بوركينا فاسو لركوب الدراجات‏ BUR |
| ------------------------------------ | ------------------------------------ | ------------------------------------ |
| م                                    | عداء                                 | مرتبة                                |
| 120                                  | Paul Daumont ‏                        | لم يكمل السباق                       |

| منتخب الصين الوطني لسباق الدراجات على الطريق للرجال 2021‏ CHN | منتخب الصين الوطني لسباق الدراجات على الطريق للرجال 2021‏ CHN | منتخب الصين الوطني لسباق الدراجات على الطريق للرجال 2021‏ CHN |
| ------------------------------------------------------------ | ------------------------------------------------------------ | ------------------------------------------------------------ |
| م                                                            | عداء                                                         | مرتبة                                                        |
| 121                                                          | Wang Ruidong ‏                                                | لم يكمل السباق                                               |

| منتخب إيران الوطني لسباق الدراجات على الطريق للرجال‏ IRI | منتخب إيران الوطني لسباق الدراجات على الطريق للرجال‏ IRI | منتخب إيران الوطني لسباق الدراجات على الطريق للرجال‏ IRI |
| ------------------------------------------------------- | ------------------------------------------------------- | ------------------------------------------------------- |
| م                                                       | عداء                                                    | مرتبة                                                   |
| 122                                                     | Saeid Safarzadeh ‏                                       | لم يكمل السباق                                          |

| فريق الأرجنتين لركوب الدراجات للرجال 2021‏ ARG | فريق الأرجنتين لركوب الدراجات للرجال 2021‏ ARG | فريق الأرجنتين لركوب الدراجات للرجال 2021‏ ARG |
| --------------------------------------------- | --------------------------------------------- | --------------------------------------------- |
| م                                             | عداء                                          | مرتبة                                         |
| 123                                           | إدواردو سيبولفيدا                             | لم يكمل السباق                                |

| فريق أوزبكستان لركوب الدراجات للرجال 2021‏ UZB | فريق أوزبكستان لركوب الدراجات للرجال 2021‏ UZB | فريق أوزبكستان لركوب الدراجات للرجال 2021‏ UZB |
| --------------------------------------------- | --------------------------------------------- | --------------------------------------------- |
| م                                             | عداء                                          | مرتبة                                         |
| 124                                           | Muradjan Khalmuratov ‏                         | 64                                            |

| فريق المغرب لركوب الدراجات 2021 ‏ MAR | فريق المغرب لركوب الدراجات 2021 ‏ MAR | فريق المغرب لركوب الدراجات 2021 ‏ MAR |
| ------------------------------------ | ------------------------------------ | ------------------------------------ |
| م                                    | عداء                                 | مرتبة                                |
| 125                                  | محسن الكوراجي ‏                       | لم يكمل السباق                       |

| فريق كوستاريكا لركوب الدراجات للرجال 2021‏ CRC | فريق كوستاريكا لركوب الدراجات للرجال 2021‏ CRC | فريق كوستاريكا لركوب الدراجات للرجال 2021‏ CRC |
| --------------------------------------------- | --------------------------------------------- | --------------------------------------------- |
| م                                             | عداء                                          | مرتبة                                         |
| 126                                           | أندريه أمادور                                 | 68                                            |

| منتخب أذربيجان الوطني لسباق الدراجات على الطريق للرجال 2021‏ AZE | منتخب أذربيجان الوطني لسباق الدراجات على الطريق للرجال 2021‏ AZE | منتخب أذربيجان الوطني لسباق الدراجات على الطريق للرجال 2021‏ AZE |
| --------------------------------------------------------------- | --------------------------------------------------------------- | --------------------------------------------------------------- |
| م                                                               | عداء                                                            | مرتبة                                                           |
| 127                                                             | Elchin Asadov ‏                                                  | لم يكمل السباق                                                  |

| منتخب بيرو الوطني لسباق الدراجات على الطريق للرجال 2021‏ PER | منتخب بيرو الوطني لسباق الدراجات على الطريق للرجال 2021‏ PER | منتخب بيرو الوطني لسباق الدراجات على الطريق للرجال 2021‏ PER |
| ----------------------------------------------------------- | ----------------------------------------------------------- | ----------------------------------------------------------- |
| م                                                           | عداء                                                        | مرتبة                                                       |
| 128                                                         | Royner Navarro ‏                                             | لم يكمل السباق                                              |

| فريق تايوان لركوب الدراجات للرجال‏ TPE | فريق تايوان لركوب الدراجات للرجال‏ TPE | فريق تايوان لركوب الدراجات للرجال‏ TPE |
| ------------------------------------- | ------------------------------------- | ------------------------------------- |
| م                                     | عداء                                  | مرتبة                                 |
| 129                                   | تشون كاي فنغ                          | لم يكمل السباق                        |

| منتخب هونغ كونغ لركوب الدراجات للرجال 2021‏ HKG | منتخب هونغ كونغ لركوب الدراجات للرجال 2021‏ HKG | منتخب هونغ كونغ لركوب الدراجات للرجال 2021‏ HKG |
| ---------------------------------------------- | ---------------------------------------------- | ---------------------------------------------- |
| م                                              | عداء                                           | مرتبة                                          |
| 130                                            | Choy Hiu Fung ‏                                 | لم يكمل السباق                                 |

| فريق بلجيكا لركوب الدراجات للرجال 2021 ‏ BEL | فريق بلجيكا لركوب الدراجات للرجال 2021 ‏ BEL | فريق بلجيكا لركوب الدراجات للرجال 2021 ‏ BEL |
| ------------------------------------------- | ------------------------------------------- | ------------------------------------------- |
| م                                           | عداء                                        | مرتبة                                       |
| 1                                           | جريج فان أفرمت                              | لم يكمل السباق                              |
| 2                                           | تيسج بنوت                                   | 58                                          |
| 3                                           | رمكو أفينبول                                | 49                                          |
| 4                                           | فاوت فان آرت                                | 2                                           |
| 5                                           | Mauri Vansevenant ‏                          | 77                                          |

| فريق سلوفينيا لركوب الدراجات للرجال 2021‏ SLO | فريق سلوفينيا لركوب الدراجات للرجال 2021‏ SLO | فريق سلوفينيا لركوب الدراجات للرجال 2021‏ SLO |
| -------------------------------------------- | -------------------------------------------- | -------------------------------------------- |
| م                                            | عداء                                         | مرتبة                                        |
| 6                                            | تادي بوجار                                   | 3                                            |
| 7                                            | جان بولانك                                   | 43                                           |
| 8                                            | بريمو روغيليتش                               | 28                                           |
| 9                                            | جان تراتنيك                                  | 67                                           |

| فريق فرنسا لركوب الدراجات للرجال 2021 ‏ FRA | فريق فرنسا لركوب الدراجات للرجال 2021 ‏ FRA | فريق فرنسا لركوب الدراجات للرجال 2021 ‏ FRA |
| ------------------------------------------ | ------------------------------------------ | ------------------------------------------ |
| م                                          | عداء                                       | مرتبة                                      |
| 10                                         | ريمي كافانيا                               | لم يكمل السباق                             |
| 11                                         | بينوا كوسنيفروي                            | 57                                         |
| 12                                         | كيني إليسوند                               | 38                                         |
| 13                                         | ديفيد جودو                                 | 7                                          |
| 14                                         | ويليام مارتن                               | 27                                         |

| فريق إسبانيا لركوب الدراجات للرجال 2021 ‏ ESP | فريق إسبانيا لركوب الدراجات للرجال 2021 ‏ ESP | فريق إسبانيا لركوب الدراجات للرجال 2021 ‏ ESP |
| -------------------------------------------- | -------------------------------------------- | -------------------------------------------- |
| م                                            | عداء                                         | مرتبة                                        |
| 15                                           | عمر فريل                                     | لم يكمل السباق                               |
| 16                                           | خيسوس هييرادة                                | 62                                           |
| 17                                           | جوركا إيزاجير                                | 23                                           |
| 18                                           | جون ازقيراي                                  | 79                                           |
| 19                                           | أليخاندرو بالبيردي                           | 42                                           |

| فريق المملكة المتحدة لركوب الدراجات للرجال 2021 ‏ GBR | فريق المملكة المتحدة لركوب الدراجات للرجال 2021 ‏ GBR | فريق المملكة المتحدة لركوب الدراجات للرجال 2021 ‏ GBR |
| ---------------------------------------------------- | ---------------------------------------------------- | ---------------------------------------------------- |
| م                                                    | عداء                                                 | مرتبة                                                |
| 20                                                   | تاو غايغن هارت                                       | لم يكمل السباق                                       |
| 21                                                   | جيرانت توماس                                         | لم يكمل السباق                                       |
| 22                                                   | سيمون ييتس                                           | 17                                                   |
| 23                                                   | آدم ييتس                                             | 9                                                    |

| فريق إيطاليا لركوب الدراجات للرجال 2021 ‏ ITA | فريق إيطاليا لركوب الدراجات للرجال 2021 ‏ ITA | فريق إيطاليا لركوب الدراجات للرجال 2021 ‏ ITA |
| -------------------------------------------- | -------------------------------------------- | -------------------------------------------- |
| م                                            | عداء                                         | مرتبة                                        |
| 24                                           | ألبرتو بيتول                                 | 14                                           |
| 25                                           | داميانو كاروسو                               | 24                                           |
| 26                                           | جوليو سيكوني                                 | 60                                           |
| 27                                           | جياني موسكون                                 | 20                                           |
| 28                                           | فينتشينزو نيبالي                             | 53                                           |

| فريق هولندا لركوب الدراجات للرجال 2021 ‏ NED | فريق هولندا لركوب الدراجات للرجال 2021 ‏ NED | فريق هولندا لركوب الدراجات للرجال 2021 ‏ NED |
| ------------------------------------------- | ------------------------------------------- | ------------------------------------------- |
| م                                           | عداء                                        | مرتبة                                       |
| 29                                          | توم دومولين                                 | 44                                          |
| 30                                          | Yoeri Havik ‏                                | لم يكمل السباق                              |
| 31                                          | ويلكو كيليرمان                              | 51                                          |
| 32                                          | باوك موليما                                 | 4                                           |
| 33                                          | ديلان فان بارلي                             | 15                                          |

| فريق كولومبيا لركوب الدراجات للرجال 2021‏ COL | فريق كولومبيا لركوب الدراجات للرجال 2021‏ COL | فريق كولومبيا لركوب الدراجات للرجال 2021‏ COL |
| -------------------------------------------- | -------------------------------------------- | -------------------------------------------- |
| م                                            | عداء                                         | مرتبة                                        |
| 34                                           | استيبان تشافيس                               | 45                                           |
| 35                                           | سيرجيو هيغويتا                               | 81                                           |
| 37                                           | نيرو كوينتانا                                | 69                                           |
| 38                                           | ريغوبيرتو أوران                              | 8                                            |

| فريق أستراليا لركوب الدراجات للرجال 2021‏ AUS | فريق أستراليا لركوب الدراجات للرجال 2021‏ AUS | فريق أستراليا لركوب الدراجات للرجال 2021‏ AUS |
| -------------------------------------------- | -------------------------------------------- | -------------------------------------------- |
| م                                            | عداء                                         | مرتبة                                        |
| 40                                           | Luke Durbridge ‏                              | 72                                           |
| 41                                           | لوكاس هاميلتون                               | 71                                           |
| 42                                           | ريتشي بورت                                   | 48                                           |

| فريق الدنمارك لركوب الدراجات للرجال 2021 ‏ DEN | فريق الدنمارك لركوب الدراجات للرجال 2021 ‏ DEN | فريق الدنمارك لركوب الدراجات للرجال 2021 ‏ DEN |
| --------------------------------------------- | --------------------------------------------- | --------------------------------------------- |
| م                                             | عداء                                          | مرتبة                                         |
| 43                                            | كاسبر أصغرين                                  | لم يكمل السباق                                |
| 44                                            | جاكوب فوجلسانج                                | 12                                            |
| 45                                            | مايكل فالغرين                                 | 78                                            |
| 46                                            | كريستوفر جول جينسين                           | لم يكمل السباق                                |

| فريق ألمانيا لركوب الدراجات للرجال 2021‏ GER | فريق ألمانيا لركوب الدراجات للرجال 2021‏ GER | فريق ألمانيا لركوب الدراجات للرجال 2021‏ GER |
| ------------------------------------------- | ------------------------------------------- | ------------------------------------------- |
| م                                           | عداء                                        | مرتبة                                       |
| 47                                          | نيكياس أرندت                                | 54                                          |
| 48                                          | إيمانويل بوخمان                             | 29                                          |
| 49                                          | سيمون جيشكي                                 | لم يبدأ                                     |
| 50                                          | ماكسيميليان شاخمان                          | 10                                          |

| فريق سويسرا لركوب الدراجات 2021 ‏ SUI | فريق سويسرا لركوب الدراجات 2021 ‏ SUI | فريق سويسرا لركوب الدراجات 2021 ‏ SUI |
| ------------------------------------ | ------------------------------------ | ------------------------------------ |
| م                                    | عداء                                 | مرتبة                                |
| 51                                   | مارك هيرشي                           | 25                                   |
| 52                                   | ستيفان كونغ                          | 40                                   |
| 53                                   | Gino Mäder ‏                          | 74                                   |
| 54                                   | مايكل شير                            | 31                                   |

| فريق البرتغال لركوب الدراجات للرجال 2021 ‏ POR | فريق البرتغال لركوب الدراجات للرجال 2021 ‏ POR | فريق البرتغال لركوب الدراجات للرجال 2021 ‏ POR |
| --------------------------------------------- | --------------------------------------------- | --------------------------------------------- |
| م                                             | عداء                                          | مرتبة                                         |
| 55                                            | جواو ألميدا                                   | 13                                            |
| 56                                            | نيلسون أوليفيرا                               | 41                                            |

| فريق جمهورية أيرلندا لركوب الدراجات للرجال 2021‏ IRL | فريق جمهورية أيرلندا لركوب الدراجات للرجال 2021‏ IRL | فريق جمهورية أيرلندا لركوب الدراجات للرجال 2021‏ IRL |
| --------------------------------------------------- | --------------------------------------------------- | --------------------------------------------------- |
| م                                                   | عداء                                                | مرتبة                                               |
| 57                                                  | إدوارد دنبر                                         | 76                                                  |
| 58                                                  | دان مارتن                                           | 16                                                  |
| 59                                                  | نيكولاس روش                                         | 75                                                  |

| فريق الإكوادور لسباق الدراجات على الطريق للرجال 2021‏ ECU | فريق الإكوادور لسباق الدراجات على الطريق للرجال 2021‏ ECU | فريق الإكوادور لسباق الدراجات على الطريق للرجال 2021‏ ECU |
| -------------------------------------------------------- | -------------------------------------------------------- | -------------------------------------------------------- |
| م                                                        | عداء                                                     | مرتبة                                                    |
| 60                                                       | ريتشارد كاراباز                                          | 1                                                        |
| 61                                                       | جوناتان نارفيز                                           | 47                                                       |

| فريق اللجنة الأولمبية الروسية لسباق الدراجات على الطريق للرجال ‏ ROC | فريق اللجنة الأولمبية الروسية لسباق الدراجات على الطريق للرجال ‏ ROC | فريق اللجنة الأولمبية الروسية لسباق الدراجات على الطريق للرجال ‏ ROC |
| ------------------------------------------------------------------- | ------------------------------------------------------------------- | ------------------------------------------------------------------- |
| م                                                                   | عداء                                                                | مرتبة                                                               |
| 62                                                                  | بافل سيفاكوف                                                        | 32                                                                  |
| 63                                                                  | ألكساندر فلاسوف                                                     | 59                                                                  |
| 64                                                                  | النر زكرين                                                          | لم يكمل السباق                                                      |

| فريق النرويج لركوب الدراجات للرجال 2021 ‏ NOR | فريق النرويج لركوب الدراجات للرجال 2021 ‏ NOR | فريق النرويج لركوب الدراجات للرجال 2021 ‏ NOR |
| -------------------------------------------- | -------------------------------------------- | -------------------------------------------- |
| م                                            | عداء                                         | مرتبة                                        |
| 65                                           | توبياس فوس                                   | 61                                           |
| 66                                           | ماركوس هويلجارد                              | 34                                           |
| 67                                           | توبياس هالاند يوهانسن                        | 82                                           |
| 68                                           | Andreas Leknessund ‏                          | 83                                           |

| فريق بولندا لركوب الدراجات 2021 ‏ POL | فريق بولندا لركوب الدراجات 2021 ‏ POL | فريق بولندا لركوب الدراجات 2021 ‏ POL |
| ------------------------------------ | ------------------------------------ | ------------------------------------ |
| م                                    | عداء                                 | مرتبة                                |
| 69                                   | ماسيج بودنار                         | لم يكمل السباق                       |
| 70                                   | ميكال كوياتكووسكي                    | 11                                   |
| 71                                   | رافال مايكا                          | 19                                   |

| فريق نيوزيلندا لركوب الدراجات 2021‏ NZL | فريق نيوزيلندا لركوب الدراجات 2021‏ NZL | فريق نيوزيلندا لركوب الدراجات 2021‏ NZL |
| -------------------------------------- | -------------------------------------- | -------------------------------------- |
| م                                      | عداء                                   | مرتبة                                  |
| 72                                     | جورج بينيت                             | 26                                     |
| 73                                     | باتريك بيفن                            | لم يكمل السباق                         |

| فريق جنوب أفريقيا لركوب الدراجات للرجال 2021‏ RSA | فريق جنوب أفريقيا لركوب الدراجات للرجال 2021‏ RSA | فريق جنوب أفريقيا لركوب الدراجات للرجال 2021‏ RSA |
| ------------------------------------------------ | ------------------------------------------------ | ------------------------------------------------ |
| م                                                | عداء                                             | مرتبة                                            |
| 74                                               | Stefan de Bod ‏                                   | 52                                               |
| 75                                               | نيكولاس دلامينى                                  | لم يكمل السباق                                   |
| 76                                               | ريان جيبونز                                      | لم يكمل السباق                                   |

| فريق كندا لركوب الدراجات للرجال 2021‏ CAN | فريق كندا لركوب الدراجات للرجال 2021‏ CAN | فريق كندا لركوب الدراجات للرجال 2021‏ CAN |
| ---------------------------------------- | ---------------------------------------- | ---------------------------------------- |
| م                                        | عداء                                     | مرتبة                                    |
| 77                                       | ويليام بويفن                             | 65                                       |
| 78                                       | هوغو هول                                 | 85                                       |
| 79                                       | مايكل وودز                               | 5                                        |

| فريق التشيك لركوب الدراجات للرجال 2021‏ CZE | فريق التشيك لركوب الدراجات للرجال 2021‏ CZE | فريق التشيك لركوب الدراجات للرجال 2021‏ CZE |
| ------------------------------------------ | ------------------------------------------ | ------------------------------------------ |
| م                                          | عداء                                       | مرتبة                                      |
| 80                                         | زدينيك ستيبار                              | لم يكمل السباق                             |
| 81                                         | ميكال شليغل                                | لم يبدأ                                    |
| 82                                         | Michael Kukrle ‏                            | 36                                         |

| فريق النمسا لركوب الدراجات للرجال 2021‏ AUT | فريق النمسا لركوب الدراجات للرجال 2021‏ AUT | فريق النمسا لركوب الدراجات للرجال 2021‏ AUT |
| ------------------------------------------ | ------------------------------------------ | ------------------------------------------ |
| م                                          | عداء                                       | مرتبة                                      |
| 83                                         | باتريك كونراد                              | 18                                         |
| 84                                         | غريغور مولبرغر                             | 70                                         |
| 85                                         | هيرمان بيرنشتاينر                          | 30                                         |

| فريق الولايات المتحدة لسباق الدراجات على الطريق للرجال 2021 ‏ USA | فريق الولايات المتحدة لسباق الدراجات على الطريق للرجال 2021 ‏ USA | فريق الولايات المتحدة لسباق الدراجات على الطريق للرجال 2021 ‏ USA |
| ---------------------------------------------------------------- | ---------------------------------------------------------------- | ---------------------------------------------------------------- |
| م                                                                | عداء                                                             | مرتبة                                                            |
| 86                                                               | لوسون كرادوك                                                     | 80                                                               |
| 87                                                               | براندون ماكنولتي                                                 | 6                                                                |

| فريق سلوفاكيا لركوب الدراجات 2021‏ SVK | فريق سلوفاكيا لركوب الدراجات 2021‏ SVK | فريق سلوفاكيا لركوب الدراجات 2021‏ SVK |
| ------------------------------------- | ------------------------------------- | ------------------------------------- |
| م                                     | عداء                                  | مرتبة                                 |
| 88                                    | جوراج ساغان                           | لم يكمل السباق                        |
| 89                                    | Lukáš Kubiš ‏                          | لم يكمل السباق                        |

| فريق كازاخستان لركوب الدراجات للرجال ‏ KAZ | فريق كازاخستان لركوب الدراجات للرجال ‏ KAZ | فريق كازاخستان لركوب الدراجات للرجال ‏ KAZ |
| ----------------------------------------- | ----------------------------------------- | ----------------------------------------- |
| م                                         | عداء                                      | مرتبة                                     |
| 90                                        | ديمتري غروزديف                            | لم يكمل السباق                            |
| 91                                        | أليكسي لوتزينكو                           | 21                                        |
| 92                                        | Vadim Pronskiy ‏                           | لم يكمل السباق                            |

| فريق أوكرانيا لسباق الدراجات على الطريق للرجال 2021‏ UKR | فريق أوكرانيا لسباق الدراجات على الطريق للرجال 2021‏ UKR | فريق أوكرانيا لسباق الدراجات على الطريق للرجال 2021‏ UKR |
| ------------------------------------------------------- | ------------------------------------------------------- | ------------------------------------------------------- |
| م                                                       | عداء                                                    | مرتبة                                                   |
| 93                                                      | Anatolii Budiak ‏                                        | 56                                                      |

| فريق إستونيا لركوب الدراجات للرجال 2021‏ EST | فريق إستونيا لركوب الدراجات للرجال 2021‏ EST | فريق إستونيا لركوب الدراجات للرجال 2021‏ EST |
| ------------------------------------------- | ------------------------------------------- | ------------------------------------------- |
| م                                           | عداء                                        | مرتبة                                       |
| 94                                          | تانيل كانجيرت                               | 46                                          |
| 95                                          | Peeter Pruus ‏                               | لم يكمل السباق                              |

| فريق إرتريا لركوب الدراجات 2021 ‏ ERI | فريق إرتريا لركوب الدراجات 2021 ‏ ERI | فريق إرتريا لركوب الدراجات 2021 ‏ ERI |
| ------------------------------------ | ------------------------------------ | ------------------------------------ |
| م                                    | عداء                                 | مرتبة                                |
| 96                                   | Amanuel Ghebreigzabhier ‏             | 50                                   |
| 97                                   | مرحاوي قدس                           | 55                                   |

| منتخب لاتفيا لركوب الدراجات للرجال 2021‏ LAT | منتخب لاتفيا لركوب الدراجات للرجال 2021‏ LAT | منتخب لاتفيا لركوب الدراجات للرجال 2021‏ LAT |
| ------------------------------------------- | ------------------------------------------- | ------------------------------------------- |
| م                                           | عداء                                        | مرتبة                                       |
| 98                                          | كريستس نيولاندز                             | 33                                          |
| 99                                          | توم سكوجين                                  | 22                                          |

| فريق لوكسمبورغ لركوب الدراجات‏ LUX | فريق لوكسمبورغ لركوب الدراجات‏ LUX | فريق لوكسمبورغ لركوب الدراجات‏ LUX |
| --------------------------------- | --------------------------------- | --------------------------------- |
| م                                 | عداء                              | مرتبة                             |
| 100                               | Kevin Geniets ‏                    | 37                                |
| 101                               | ميشيل رييس                        | 73                                |

| فريق روسيا البيضاء لركوب الدراجات للرجال 2021‏ BLR | فريق روسيا البيضاء لركوب الدراجات للرجال 2021‏ BLR | فريق روسيا البيضاء لركوب الدراجات للرجال 2021‏ BLR |
| ------------------------------------------------- | ------------------------------------------------- | ------------------------------------------------- |
| م                                                 | عداء                                              | مرتبة                                             |
| 102                                               | Aleksandr Riabushenko ‏                            | 66                                                |

| فريق الجزائر لركوب الدراجات للرجال 2021 ‏ ALG | فريق الجزائر لركوب الدراجات للرجال 2021 ‏ ALG | فريق الجزائر لركوب الدراجات للرجال 2021 ‏ ALG |
| -------------------------------------------- | -------------------------------------------- | -------------------------------------------- |
| م                                            | عداء                                         | مرتبة                                        |
| 103                                          | عز الدين اجاب                                | لم يكمل السباق                               |
| 104                                          | حمزة منصوري                                  | لم يكمل السباق                               |

| فريق رومانيا لركوب الدراجات للرجال 2021‏ ROU | فريق رومانيا لركوب الدراجات للرجال 2021‏ ROU | فريق رومانيا لركوب الدراجات للرجال 2021‏ ROU |
| ------------------------------------------- | ------------------------------------------- | ------------------------------------------- |
| م                                           | عداء                                        | مرتبة                                       |
| 105                                         | إدوارد مايكل جروسو                          | لم يكمل السباق                              |

| فريق ليتوانيا لركوب الدراجات للرجال 2021‏ LTU | فريق ليتوانيا لركوب الدراجات للرجال 2021‏ LTU | فريق ليتوانيا لركوب الدراجات للرجال 2021‏ LTU |
| -------------------------------------------- | -------------------------------------------- | -------------------------------------------- |
| م                                            | عداء                                         | مرتبة                                        |
| 106                                          | افالداس سيسكفهيوس                            | لم يكمل السباق                               |

| فريق المجر لركوب الدراجات للرجال 2021‏ HUN | فريق المجر لركوب الدراجات للرجال 2021‏ HUN | فريق المجر لركوب الدراجات للرجال 2021‏ HUN |
| ----------------------------------------- | ----------------------------------------- | ----------------------------------------- |
| م                                         | عداء                                      | مرتبة                                     |
| 107                                       | أتيلا فالتر                               | لم يكمل السباق                            |

| فريق اليونان لركوب الدراجات للرجال 2021‏ GRE | فريق اليونان لركوب الدراجات للرجال 2021‏ GRE | فريق اليونان لركوب الدراجات للرجال 2021‏ GRE |
| ------------------------------------------- | ------------------------------------------- | ------------------------------------------- |
| م                                           | عداء                                        | مرتبة                                       |
| 108                                         | Polychronis Tzortzakis ‏                     | 63                                          |

| منتخب بنما الوطني لسباق الدراجات على الطريق للرجال‏ PAN | منتخب بنما الوطني لسباق الدراجات على الطريق للرجال‏ PAN | منتخب بنما الوطني لسباق الدراجات على الطريق للرجال‏ PAN |
| ------------------------------------------------------ | ------------------------------------------------------ | ------------------------------------------------------ |
| م                                                      | عداء                                                   | مرتبة                                                  |
| 109                                                    | Christofer Jurado ‏                                     | لم يكمل السباق                                         |

| فريق المكسيك لركوب الدراجات للرجال 2021‏ MEX | فريق المكسيك لركوب الدراجات للرجال 2021‏ MEX | فريق المكسيك لركوب الدراجات للرجال 2021‏ MEX |
| ------------------------------------------- | ------------------------------------------- | ------------------------------------------- |
| م                                           | عداء                                        | مرتبة                                       |
| 110                                         | Eder Frayre ‏                                | 39                                          |

| فريق اليابان لركوب الدراجات للرجال 2021‏ JPN | فريق اليابان لركوب الدراجات للرجال 2021‏ JPN | فريق اليابان لركوب الدراجات للرجال 2021‏ JPN |
| ------------------------------------------- | ------------------------------------------- | ------------------------------------------- |
| م                                           | عداء                                        | مرتبة                                       |
| 111                                         | يوكيا أراشيرو                               | 35                                          |
| 112                                         | Nariyuki Masuda ‏                            | 84                                          |

| منتخب غواتيمالا الوطني لسباق الدراجات على الطريق للرجال 2021‏ GUA | منتخب غواتيمالا الوطني لسباق الدراجات على الطريق للرجال 2021‏ GUA | منتخب غواتيمالا الوطني لسباق الدراجات على الطريق للرجال 2021‏ GUA |
| ---------------------------------------------------------------- | ---------------------------------------------------------------- | ---------------------------------------------------------------- |
| م                                                                | عداء                                                             | مرتبة                                                            |
| 113                                                              | مانويل روداس                                                     | لم يكمل السباق                                                   |

| فريق رواندا لركوب الدراجات للرجال 2021‏ RWA | فريق رواندا لركوب الدراجات للرجال 2021‏ RWA | فريق رواندا لركوب الدراجات للرجال 2021‏ RWA |
| ------------------------------------------ | ------------------------------------------ | ------------------------------------------ |
| م                                          | عداء                                       | مرتبة                                      |
| 114                                        | Moise Mugisha ‏                             | لم يكمل السباق                             |

| فريق ناميبيا لسباق الدراجات على الطريق للرجال 2021‏ NAM | فريق ناميبيا لسباق الدراجات على الطريق للرجال 2021‏ NAM | فريق ناميبيا لسباق الدراجات على الطريق للرجال 2021‏ NAM |
| ------------------------------------------------------ | ------------------------------------------------------ | ------------------------------------------------------ |
| م                                                      | عداء                                                   | مرتبة                                                  |
| 115                                                    | تريستان دي لانج ‏                                       | لم يكمل السباق                                         |

| فريق فنزويلا لركوب الدراجات للرجال 2021‏ VEN | فريق فنزويلا لركوب الدراجات للرجال 2021‏ VEN | فريق فنزويلا لركوب الدراجات للرجال 2021‏ VEN |
| ------------------------------------------- | ------------------------------------------- | ------------------------------------------- |
| م                                           | عداء                                        | مرتبة                                       |
| 116                                         | Orluis Aular ‏                               | لم يكمل السباق                              |

| فريق تركيا لركوب الدراجات للرجال‏ TUR | فريق تركيا لركوب الدراجات للرجال‏ TUR | فريق تركيا لركوب الدراجات للرجال‏ TUR |
| ------------------------------------ | ------------------------------------ | ------------------------------------ |
| م                                    | عداء                                 | مرتبة                                |
| 117                                  | أونور بلقان                          | لم يكمل السباق                       |
| 118                                  | أحمد أوركين                          | لم يكمل السباق                       |

| منتخب كرواتيا الوطني لسباق الدراجات على الطريق للرجال 2021‏ CRO | منتخب كرواتيا الوطني لسباق الدراجات على الطريق للرجال 2021‏ CRO | منتخب كرواتيا الوطني لسباق الدراجات على الطريق للرجال 2021‏ CRO |
| -------------------------------------------------------------- | -------------------------------------------------------------- | -------------------------------------------------------------- |
| م                                                              | عداء                                                           | مرتبة                                                          |
| 119                                                            | Josip Rumac ‏                                                   | لم يكمل السباق                                                 |

| فريق بوركينا فاسو لركوب الدراجات‏ BUR | فريق بوركينا فاسو لركوب الدراجات‏ BUR | فريق بوركينا فاسو لركوب الدراجات‏ BUR |
| ------------------------------------ | ------------------------------------ | ------------------------------------ |
| م                                    | عداء                                 | مرتبة                                |
| 120                                  | Paul Daumont ‏                        | لم يكمل السباق                       |

| منتخب الصين الوطني لسباق الدراجات على الطريق للرجال 2021‏ CHN | منتخب الصين الوطني لسباق الدراجات على الطريق للرجال 2021‏ CHN | منتخب الصين الوطني لسباق الدراجات على الطريق للرجال 2021‏ CHN |
| ------------------------------------------------------------ | ------------------------------------------------------------ | ------------------------------------------------------------ |
| م                                                            | عداء                                                         | مرتبة                                                        |
| 121                                                          | Wang Ruidong ‏                                                | لم يكمل السباق                                               |

| منتخب إيران الوطني لسباق الدراجات على الطريق للرجال‏ IRI | منتخب إيران الوطني لسباق الدراجات على الطريق للرجال‏ IRI | منتخب إيران الوطني لسباق الدراجات على الطريق للرجال‏ IRI |
| ------------------------------------------------------- | ------------------------------------------------------- | ------------------------------------------------------- |
| م                                                       | عداء                                                    | مرتبة                                                   |
| 122                                                     | Saeid Safarzadeh ‏                                       | لم يكمل السباق                                          |

| فريق الأرجنتين لركوب الدراجات للرجال 2021‏ ARG | فريق الأرجنتين لركوب الدراجات للرجال 2021‏ ARG | فريق الأرجنتين لركوب الدراجات للرجال 2021‏ ARG |
| --------------------------------------------- | --------------------------------------------- | --------------------------------------------- |
| م                                             | عداء                                          | مرتبة                                         |
| 123                                           | إدواردو سيبولفيدا                             | لم يكمل السباق                                |

| فريق أوزبكستان لركوب الدراجات للرجال 2021‏ UZB | فريق أوزبكستان لركوب الدراجات للرجال 2021‏ UZB | فريق أوزبكستان لركوب الدراجات للرجال 2021‏ UZB |
| --------------------------------------------- | --------------------------------------------- | --------------------------------------------- |
| م                                             | عداء                                          | مرتبة                                         |
| 124                                           | Muradjan Khalmuratov ‏                         | 64                                            |

| فريق المغرب لركوب الدراجات 2021 ‏ MAR | فريق المغرب لركوب الدراجات 2021 ‏ MAR | فريق المغرب لركوب الدراجات 2021 ‏ MAR |
| ------------------------------------ | ------------------------------------ | ------------------------------------ |
| م                                    | عداء                                 | مرتبة                                |
| 125                                  | محسن الكوراجي ‏                       | لم يكمل السباق                       |

| فريق كوستاريكا لركوب الدراجات للرجال 2021‏ CRC | فريق كوستاريكا لركوب الدراجات للرجال 2021‏ CRC | فريق كوستاريكا لركوب الدراجات للرجال 2021‏ CRC |
| --------------------------------------------- | --------------------------------------------- | --------------------------------------------- |
| م                                             | عداء                                          | مرتبة                                         |
| 126                                           | أندريه أمادور                                 | 68                                            |

| منتخب أذربيجان الوطني لسباق الدراجات على الطريق للرجال 2021‏ AZE | منتخب أذربيجان الوطني لسباق الدراجات على الطريق للرجال 2021‏ AZE | منتخب أذربيجان الوطني لسباق الدراجات على الطريق للرجال 2021‏ AZE |
| --------------------------------------------------------------- | --------------------------------------------------------------- | --------------------------------------------------------------- |
| م                                                               | عداء                                                            | مرتبة                                                           |
| 127                                                             | Elchin Asadov ‏                                                  | لم يكمل السباق                                                  |

| منتخب بيرو الوطني لسباق الدراجات على الطريق للرجال 2021‏ PER | منتخب بيرو الوطني لسباق الدراجات على الطريق للرجال 2021‏ PER | منتخب بيرو الوطني لسباق الدراجات على الطريق للرجال 2021‏ PER |
| ----------------------------------------------------------- | ----------------------------------------------------------- | ----------------------------------------------------------- |
| م                                                           | عداء                                                        | مرتبة                                                       |
| 128                                                         | Royner Navarro ‏                                             | لم يكمل السباق                                              |

| فريق تايوان لركوب الدراجات للرجال‏ TPE | فريق تايوان لركوب الدراجات للرجال‏ TPE | فريق تايوان لركوب الدراجات للرجال‏ TPE |
| ------------------------------------- | ------------------------------------- | ------------------------------------- |
| م                                     | عداء                                  | مرتبة                                 |
| 129                                   | تشون كاي فنغ                          | لم يكمل السباق                        |

| منتخب هونغ كونغ لركوب الدراجات للرجال 2021‏ HKG | منتخب هونغ كونغ لركوب الدراجات للرجال 2021‏ HKG | منتخب هونغ كونغ لركوب الدراجات للرجال 2021‏ HKG |
| ---------------------------------------------- | ---------------------------------------------- | ---------------------------------------------- |
| م                                              | عداء                                           | مرتبة                                          |
| 130                                            | Choy Hiu Fung ‏                                 | لم يكمل السباق                                 |

## التصنيف العام النهائي
| التصنيف العام         | التصنيف العام      | التصنيف العام    | التصنيف العام    | التصنيف العام     |
| العداء                | العداء             | البلد            | الفريق           | الوقت             |
| --------------------- | ------------------ | ---------------- | ---------------- | ----------------- |
| 1                     | ريتشارد كاراباز    | الإكوادور        | الإكوادور        | 6 س 05 دقيقة 26 ث |
| 2                     | فاوت فان آرت       | بلجيكا           | بلجيكا           | + 1 دقيقة 07 ث    |
| 3                     | تادي بوجار         | سلوفينيا         | سلوفينيا         | + 1 دقيقة 07 ث    |
| 4                     | باوك موليما        | هولندا           | هولندا           | + 1 دقيقة 07 ث    |
| 5                     | مايكل وودز         | كندا             | كندا             | + 1 دقيقة 07 ث    |
| 6                     | براندون ماكنولتي   | الولايات المتحدة | الولايات المتحدة | + 1 دقيقة 07 ث    |
| 7                     | ديفيد جودو         | فرنسا            | فرنسا            | + 1 دقيقة 07 ث    |
| 8                     | ريغوبيرتو أوران    | كولومبيا         | كولومبيا         | + 1 دقيقة 07 ث    |
| 9                     | آدم ييتس           | المملكة المتحدة  | المملكة المتحدة  | + 1 دقيقة 07 ث    |
| 10                    | ماكسيميليان شاخمان | ألمانيا          | ألمانيا          | + 1 دقيقة 21 ث    |
| 11                    | ميكال كوياتكووسكي  | بولندا           | بولندا           | + 1 دقيقة 35 ث    |
| 12                    | جاكوب فوجلسانج     | الدنمارك         | الدنمارك         | + 2 دقيقة 43 ث    |
| 13                    | جواو ألميدا        | البرتغال         | البرتغال         | + 3 دقيقة 38 ث    |
| 14                    | البرتو بيتول       | إيطاليا          | إيطاليا          | + 3 دقيقة 38 ث    |
| 15                    | ديلان فان بارلي    | هولندا           | هولندا           | + 3 دقيقة 38 ث    |
| 16                    | دان مارتن          | جمهورية أيرلندا  | جمهورية أيرلندا  | + 3 دقيقة 38 ث    |
| 17                    | سيمون ييتس         | المملكة المتحدة  | المملكة المتحدة  | + 3 دقيقة 38 ث    |
| 18                    | باتريك كونراد      | النمسا           | النمسا           | + 3 دقيقة 38 ث    |
| 19                    | رافال مايكا        | بولندا           | بولندا           | + 3 دقيقة 40 ث    |
| 20                    | جياني موسكون       | إيطاليا          | إيطاليا          | + 3 دقيقة 42 ث    |
| مصدر: ProCyclingStats |                    |                  |                  |                   |

## وصلات خارجية
- لمحة عن سباق ركوب الدراجات في الألعاب الأولمبية الصيفية 2020 - سباق الطريق فردي رجال على موقع  ProCyclingStats   (برو  سايكلنج  ستاتس) - إحصاءات  محترفي  الدراجات.
- ركوب الدراجات في الألعاب الأولمبية الصيفية 2020 - سباق الطريق فردي رجال على موقع إحصائيات الدراجات الإحترافية (الإنجليزية)
- ركوب الدراجات في الألعاب الأولمبية الصيفية 2020 - سباق الطريق فردي رجال على موقع أوليمبيديا (الإنجليزية)